# Tabula Capuana
La Tabula Capuana o tavola capuana (impropriamente detta anche tegola di Capua) è una tavoletta in terracotta di 60 × 50 cm risalente alla prima metà del V secolo a.C. che contiene il più lungo testo conosciuto scritto in lingua etrusca dopo quello della Mummia di Zagabria.
Scoperta nel 1898 sotto il suolo di Santa Maria Capua Vetere, l'antica Capua, oggi è conservata presso l'Altes Museum di Berlino.

## Descrizione
Il testo è composto di circa 390 parole leggibili e suddiviso in 10 sezioni da linee orizzontali incise, con una scrittura molto simile a quella in uso in Campania a metà del V secolo a.C., sebbene il testo trascritto sia molto più vecchio.
L'interpretazione sembrerebbe propendere per un calendario rituale, con l'anno suddiviso in 10 mesi a cominciare dal mese di marzo (in Etrusco Velxitna), aprile (Apiras(a)) ecc. Tentativi di decifrazione sono basati sulla supposizione che il calendario prescriva certi riti in certi giorni dell'anno, in certi luoghi e per certe divinità.
Il testo stesso è stato pubblicato da Francesco Roncalli, in Scrivere etrusco 1985.

### Altri manufatti etruschi
- Mummia di Zagabria (liber linteus)
- Tabula Cortonensis
- Lamine di Pyrgi
- Disco di Magliano
- Cippo di Perugia